# يان جونسون (لاعب كرة قدم)
يان جونسون (بالإنجليزية: Ian Johnson)‏ (7 مارس 1983 بليفربول في المملكة المتحدة - ) هو لاعب كرة قدم بريطاني في مركز الوسط. لعب مع إيه إف سي ليفربول ونادي ساوثبورت وويغان أتلتيك ونادي مارين ‏ ونادي بارسكو.

## وصلات خارجية
- يان جونسون على موقع قاعدة بيانات كرة القدم.إي يو (الإنجليزية)
- يان جونسون على موقع Soccerbase.com (لاعب) (الإنجليزية)